# Besòs

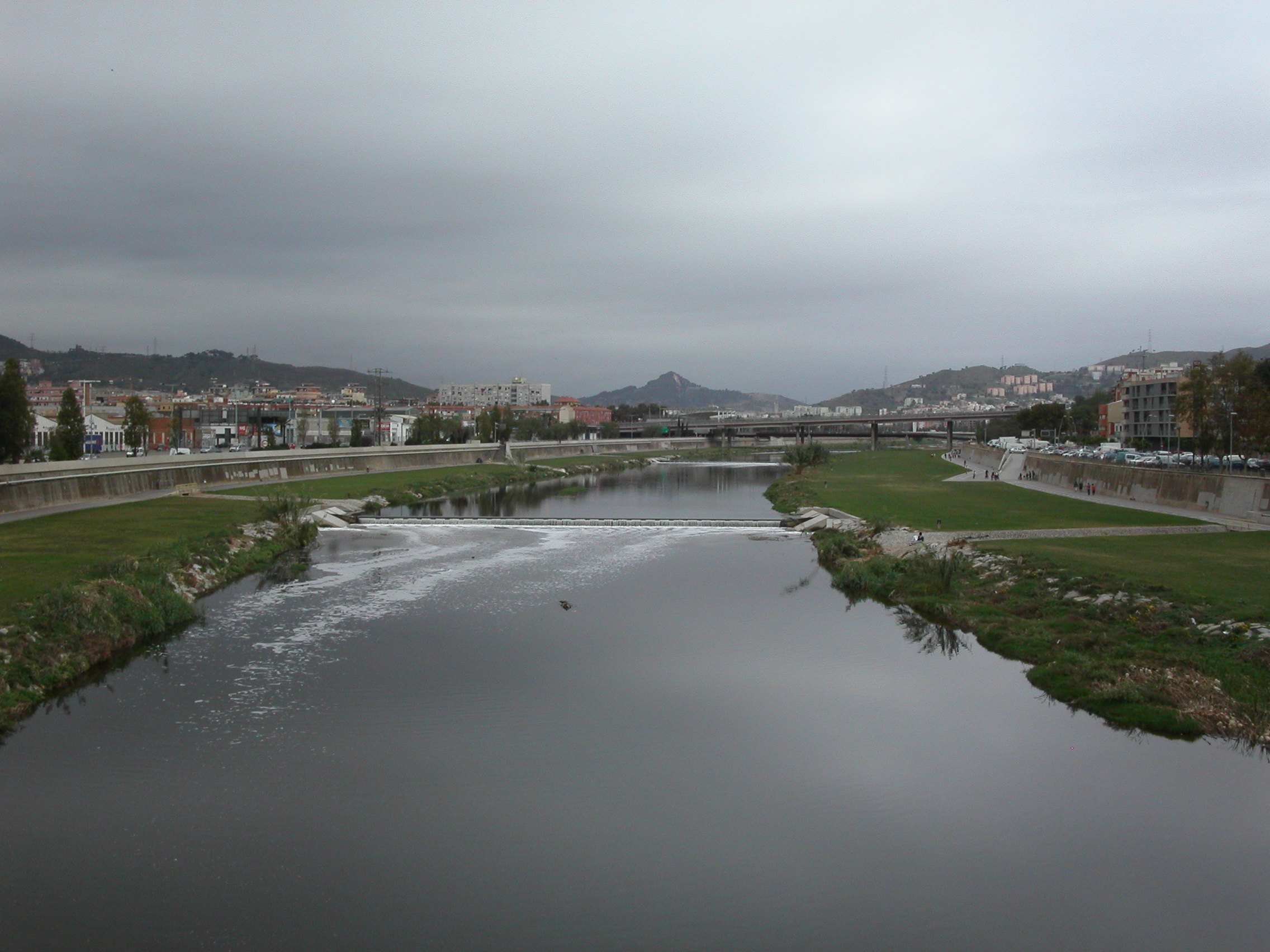
Vy över Besòs uppströms nära där den flyter ut i Medelhavet.

Besòs är en 53 kilometer lång flod i Katalonien (nordöstra Spanien). Besòs börjar där bifloderna Mogent och Congost förenas. Den flyter ut i Medelhavet genom Sant Adrià de Besòs, en kommun på båda sidor om floden mellan Barcelona och Badalona.
Besòs var under 1970- och 1980-talet Europas mest förorenade flod, men den har sedan mitten av 1990-talet rengjorts till den grad att fiske förekommer. 
Flodens avrinningsområde är 1 029 km² stort. Det utgör den östra gränsen för staden Barcelona, medan Llobregat utgör den västra.

## Bifloder
Besòs har fem bifloder: 
- Mogent
- Congost
- Tenes
- Riera de Caldes
- Ripoll